# Ritchie Boys
Los Ritchie Boys fueron un grupo de unos diez mil jóvenes alemanes, la mayoría judíos, que escaparon de su país de nacimiento y se enlistaron en el Ejército de los Estados Unidos siendo adiestrados en el Centro de Entrenamiento de Inteligencia Militar, también conocido como Camp Ritchie, en Maryland. Especialmente se los entrenó en técnicas de guerra psicológica. Sus antecedentes los hacían especialmente apropriados para este tipo de tarea ya que dominaban el idioma y la mentalidad alemana mejor que los soldados estadounidenses. Por ello, el papel encomendado a estos soldados fue estudiar el enemigo, y desmoralizarle para lograr una rendición incondicional.
Después de que Estados Unidos declarara la guerra con Alemania, los Ritchie Boys se convirtieron en un arma decisiva para los poderes Aliados. Ellos desembarcaron en Europa el día D (6 de junio de 1944) junto con el resto de las tropas aliadas. Poco tiempo después de aterrizar, dejaron sus unidades y realizaron sus tareas especiales. Mediante sus acciones aportaron a los Aliados información valiosa. Además, los Ritchie Boys ayudaron a romper la resistencia alemana al demoralizarla a través de maniobras abiertas y secretas. Interrogaron prisioneros de guerra y desertores para establecer información sobre las esfuerzas alemanas, los movimientos de las tropas y el estado físico y psicológico de los alemanes. Practicaron técnicas de desinformación mediante anuncios en periódicos, folletos y emisiones de radio, influyendo sobre la población y los militares para que cesaran su resistencia a la invasión aliada.
Después de la guerra, muchos de los Ritchie Boys sirvieron como traductores durante los Juicios de Núremberg. Varios de ellos tuvieron carreras exitosas en el ámbito de la política o de la ciencia. 
Los Ritchie Boys incluyeron varios hombres prominentes, tales como Hans Habe, Klaus Mann, Stefan Heym, Hanus Burger, y David Seymour.